# On the Turntable 2
Albums de Biz Markie
On the Turntable
(1998) The Best of Cold Chillin'
(2000)
On the Turntable 2 est une mixtape de Biz Markie, sortie le 25 septembre 2000. 

## Liste des titres
| No  | Titre                            | Durée |
| --- | -------------------------------- | ----- |
| 1.  | Intro                            |       |
| 2.  | Watcha See Is Watcha Get         |       |
| 3.  | Play The Blues For You           |       |
| 4.  | Never Grow Old                   |       |
| 5.  | Food Stamps                      |       |
| 6.  | I Like It                        |       |
| 7.  | Do The Push & Pull               |       |
| 8.  | Hip Hug-Her                      |       |
| 9.  | Take You There                   |       |
| 10. | No Name Bar                      |       |
| 11. | I Wanna Sang                     |       |
| 12. | Mr Big Stuff                     |       |
| 13. | Holy Ghost                       |       |
| 14. | Ike's Mood                       |       |
| 15. | I'm Afraid the Masquerade's Over |       |
| 16. | What a Man                       |       |
| 17. | Do the Funky Penguin             |       |
| 18. | Hung Up On My Baby               |       |
| 19. | Never Love a Man                 |       |
| 20. | It's Time For Me to Love You     |       |